# Fülöp Bence
Fülöp Bence (Budapest, 1991. április 9. –) magyar vízilabdázó.

## Pályafutása
A vízilabdát a Csapó Gábor és Faragó Tamás által létrehozott és irányított Matáv Pólósuliban kezdte. Mivel a bátyja kiöregedett a pólósuliból és mindenáron együtt akart vele maradni, követte őt a Vasasba. 2007-ben játszotta élete első élvonalbeli mérkőzését a Földi László irányította piros-kék csapatban egy UNIQA-UTE elleni bajnokin.
2008-ban tagja volt a belgrádi ifjúsági Európa-bajnokságon aranyérmes csapatnak. Ugyanebben az évben lett először bajnok a Vasassal, melyet 2009-ben, 2010-ben és 2012-ben újabb cím követett. 2011 januárjában részt vett a magyar válogatott felkészülési edzésén. 2012 májusában a vízilabda Bajnokok Ligája négyes döntőjében szerepelt.
2012 nyarán a Ferencvároshoz igazolt. A zöld-fehér egyesület 2012. október 12-én sajtóközleményben jelentette be, hogy egy meghiúsult szponzori szerződés miatt nem tudják vállalni a játékosok felé rögzített feltételeket. Mindazok, akiket az új gazdasági helyzet hátrányosan érintett, szabadon eligazolhattak. Fülöp Jansik Dáviddal együtt október 17-én csatlakozott a Groupama Honvédhoz.

## Eredményei
Klubcsapattal
- Magyar bajnokság (OB I)
  - Bajnok (6): 2009, 2010, 2012, 2016, 2017
  - Ezüstérmes (2): 2011, 2018
- Magyar kupa
  - győztes: 2009

- LEN-bajnokok ligája
  - Győztes (1): 2017
- LEN-szuperkupa
  - győztes (1): 2017 – Szolnok

Válogatottal
- Ifjúsági Európa-bajnok (Belgrád, 2008)